# خط ۳ متروی مشهد
خط ۳ متروی مشهد مسیر شهرک ابوذر تا الهیه (مشهد) را با طول حدود ۳۰ کیلومتر (از جنوب شرق به شمال غرب و برعکس) و با ۲۴ ایستگاه پوشش می‌دهد. فاز اول این خط در تاریخ ۱۹ اردیبهشت ۱۴۰۴ به بهره‌برداری رسید.

## مشخصات
خط ۳ قطار شهری مشهد با ۳۰ کیلومتر طول که در طرح ابتدایی از پایانه امام رضا در جنوب شرق مشهد تا منطقه شهرک غرب (مشهد) ادامه داشت در طرح توسعه تا الهیه (مشهد) امتداد پیدا کرد بدین ترتیب این خط از شهرک ابوذر در منطقه سیدی آغاز شده و با گذر از بلوار شهید اصلانی و عبور از بزرگراه شهید سلیمانی به پایانه اتوبوسرانی در انتهای خیابان امام رضا رسیده و با حرکت در طول این خیابان تا میدان بیت‌المقدس در مجاورت حرم امام رضا و سپس با دور زدن حرم، وارد خیابان شیرازی شده و با عبور از چهار راه شهدا به میدان شهدا در مرکز شهر مشهد می‌رسد. در این مسیر نیز بیشترین سرویس را به زائرین حرم امام رضا و قشرهای متوسط ارائه می‌نماید. این خط سپس تا میدان فردوسی ادامه می‌یابد و در میدان جانباز و از طریق بلوار جانباز به بزرگراه امام علی و سپس با طی تمام مسیر امامیه به اراضی امامیه می‌رسد. آخرین ایستگاه در محل احداث پایانه جدید اتوبوسرانی برون‌شهری غرب مشهد خواهد بود. 
این خط در ایستگاه بسیج با خط ۱ و در ایستگاه میدان شهدا با خطوط ۲ و ۴ قطار شهری مشهد تلاقی دارد. حداکثر سرعت قطارها ۸۰ کیلومتر در ساعت و متوسط سرعت آنها ۳۶ کیلومتر در ساعت خواهد بود. همچنین ظرفیت جابجایی مسافر تا ۲۰٬۰۰۰ نفر در ساعت در هر جهت در نظر گرفته شده و مساحت اراضی قطار شهری روی هم رفته ۴۶ هکتار است. 

## ساخت و بهره‌برداری
عملیات ساخت خط ۳ در تاریخ ۱۴ خرداد ماه ۱۳۹۴ برابر با نیمه شعبان آغاز شد. تا ابتدای سال ۱۴۰۰ حدود ۱۴ کیلومتر از تونل‌های  و زمان راه‌اندازی فاز اول این خط برای همان سال در نظر گرفته شده‌بود که به‌دلیل عدم تامین مالی مناسب، این وعده ممکن نشد؛ اما در اسفند سال ۱۴۰۳ اعلام شد که بخشی از این پروژه (حدفاصل میدان شهدا تا پایانه امام رضا) اردیبهشت ۱۴۰۴ به بهره‌برداری می‌رسد. و ایستگاه‌های باقیمانده فاز اول این خط تا پایان سال ۱۴۰۴ به بهره‌برداری خواهند رسید. در پایان اسفند ۱۴۰۳، تست گرم فاز اول این خط انجام و در تاریخ ۱۹ اردیبهشت ۱۴۰۴ و همزمان با ولادت امام رضا، بهره‌برداری و مسافرگیری اولیه فاز اول این خط با یک قطار، سرفاصله ۲۰ الی ۲۵ دقیقه و بهره‌برداری روزانه به مدت ۸ ساعت تا ساعت ۱۴ آغاز شد.
مدیرعامل شرکت قطارشهری شهرداری مشهد با بیان اینکه خط سه مترو را در سه فاز تعریف کردیم، گفت: فاز اول از ترمینال تا شهدا، فاز دوم از شهدا تا امام علی(ع) و فاز سوم از ترمینال آغاز می‌شود

## ایستگاه‌ها
| شماره | نام                    | تقاطع با مترو | تقاطع با بی‌آرتی | موقعیت                                              | شروع به کار |
| ----- | ---------------------- | ------------- | --------------- | --------------------------------------------------- | ----------- |
| ۱     | شهرک ابوذر             |               |                 | شهرک ابوذر                                          |             |
| ۲     | میدان صبا              |               |                 | میدان صبا                                           |             |
| ۳     | شهید اصلانی            |               |                 | بلوار شهید اصلانی                                   |             |
| ۴     | میدان حافظ             |               |                 | میدان حافظ                                          |             |
| ۵     | پایانه امام رضا        |               |                 | پایانه مسافربری امام رضا                            | ۱۴۰۴        |
| ۶     | ۱۵ خرداد               |               |                 | میدان ۱۵ خرداد (فلکه ضد)                            |             |
| ۷     | بسیج                   |               |                 | میدان بسیج (فلکه برق)                               |             |
| ۸     | مصباح                  |               |                 | خیابان امام رضا، تقاطع حنایی و مصباح (چهارراه دانش) |             |
| ۹     | حرم مطهر - باب‌الجواد   |               |                 | خیابان اندرزگو (خسروی نو)، مقابل باب‌الجواد حرم رضوی | ۱۴۰۴        |
| ۱۰    | شارستان                |               |                 | خیابان شیرازی، تقاطع بلوار رضوی                     |             |
| ۱۱    | شهدا                   | و             |                 | میدان شهدا                                          | ۱۴۰۴        |
| ۱۲    | شهید رئیسی             |               |                 | میدان شهید رئیسی (فلکه دروازه قوچان)                |             |
| ۱۳    | مجد                    |               |                 | بلوار سپهبد قرنی، چهارراه مجد                       |             |
| ۱۴    | میدان فردوسی           |               |                 | میدان فردوسی                                        |             |
| ۱۵    | چهارراه خیام           |               |                 | بلوار فردوسی، چهارراه خیام                          |             |
| ۱۶    | جانباز                 |               |                 | میدان جانباز                                        |             |
| ۱۷    | فرامرز عباسی           |               |                 | بلوار شهید فرامرز عباسی                             |             |
| ۱۸    | امامت                  |               |                 | بلوار امامت                                         |             |
| ۱۹    | میدان امام علی         |               |                 | میدان امام علی (ع)                                  |             |
| ۲۰    | شاهد                   |               |                 | بلوار شاهد                                          |             |
| ۲۱    | رستگاری                |               |                 | بلوار رستگاری                                       |             |
| ۲۲    | آیت‌الله هاشمی رفسنجانی |               |                 | بزرگراه هاشمی رفسنجانی                              |             |
| ۲۳    | سجادیه                 |               |                 | بلوار سجادیه                                        |             |
| ۲۴    | امیریه                 |               |                 | انتهای امیریه                                       |             |